# Matapozuelos
Matapozuelos is een gemeente in de Spaanse provincie Valladolid in de regio Castilië en León met een oppervlakte van 50,51 km². Matapozuelos telt 1.040 inwoners (1 januari 2016).